# Raša, Sežana
Raša este o localitate din comuna Sežana, Slovenia.